# Camponotus postoculatus
Camponotus postoculatus é uma espécie de inseto do gênero Camponotus, pertencente à família Formicidae.